# 野辺地町立野辺地小学校
野辺地町立野辺地小学校（のへじちょうりつ のへじしょうがっこう）は、青森県上北郡野辺地町字寺ノ沢にある公立小学校。

## 沿革
- 1873年（明治6年）9月27日 - 第七大学区第十六中学区二番小学として開校。
- 1874年（明治7年） - 野辺地小学と改称。
- 1877年（明治10年）6月15日 - 新校舎竣工。
- 1885年（明治18年）12月5日 - 明前に有戸分校設置。
- 1886年（明治19年）11月 - 有戸分校校舎新築落成。
- 1887年（明治20年）1月 - 野辺地尋常小学校と改称。
- 1890年（明治23年）
  - 5月 - 本校校舎類焼。
  - 8月 - 西光寺を仮校舎に充てる。
- 1891年（明治24年）10月 - 校舎新築落成。
- 1892年（明治25年）4月30日 - 高等小学校を併置し、野辺地尋常高等小学校と改称。
- 1893年（明治26年）
  - 2月 - 有戸分校が木明に移転、木明分校と改称。
  - 8月2日 - 木明分校の開校式挙行。
  - 10月23日 - 有戸村の藤谷定八宅を校舎に充て、新たに有戸分校設置。
- 1899年（明治32年）
  - 3月3日 - 野辺地高等小学校が新築。
  - 4月1日 - 高等小学校（野辺地高等小学校）を分離し、野辺地尋常小学校と再改称。
  - 12月1日 - 野辺地高等小学校校舎が、本校（野辺地尋常小学校）2階から、新町に校舎落成移転。
- 1908年（明治41年）
  - 3月31日 - 野辺地高等小学校廃止。
  - 4月1日 - 高等科を併置し、城内尋常高等小学校と改称。ただし、男子のみ収容。女子は、前日に廃止された旧野辺地高等小学校を校舎とし、新たに発足した新町尋常高等小学校に収容。
- 1909年（明治42年）5月8日 - 有戸分教場新校舎落成。
- 1910年（明治43年）
  - 5月8日 - 校旗樹立。
  - 6月8日 - 木明分教場改築竣工。
- 1931年（昭和6年）10月15日 - 有戸分教場校舎移転改築落成。
- 1941年（昭和16年）4月1日 - 国民学校令により、野辺地国民学校と改称。
- 1943年（昭和18年）8月30日 - 字寺沢49番地に新校舎が落成し、落成式挙行。
- 1947年（昭和22年）4月1日 - 学制改革（六・三・三制施行）により、野辺地町立野辺地小学校と改称。同日、野辺地中学校を併置し、高等科生を中学校に移籍。
- 1948年（昭和23年）4月1日 - 有戸分校が、昇格独立し、有戸小学校と改称。
- 1953年（昭和28年）4月1日 - 木明分校が、昇格独立し、木明小学校と改称。
- 1960年（昭和35年）3月22日 - 新校歌制定。
- 1962年（昭和37年）4月9日 - 給食室が完成し、完全給食開始。
- 1973年（昭和48年）3月20日 - 新校舎完成。
- 2016年（平成28年） - 耐震補強工事実施[1]。

## 通学区域
- 駅前一区・駅前二区・枇杷野・琵琶野・鳴沢・松ノ木平・川目・下町一区・下町二区・本町・城内・上袋町・中袋町・えぼし[2]

## アクセス
- 十和田観光電鉄バス「野辺地町内線」・「野辺地尾駮線」で、「野辺地小前」バス停下車。
- 青い森鉄道青い森鉄道線・JR東日本大湊線野辺地駅から、徒歩約1.4km・約21分。

## 周辺
- 社会福祉法人有隣会ともいき保育園 - 進学前保育園のひとつ
- 西光寺
- 常光寺
- 野辺地町役場
- 愛宕コミュニティセンター
- 愛宕公園

## 有名な卒業生
- 柴崎岳（サッカー選手）[3]

## 参考資料
- 『青森県教育史 別巻』（青森県教育委員会・1973年12月20日発行）「学校沿革 小学校」807頁「野辺地小学校」